# Loreena McKennitt
Loreena Isabel Irene McKennitt (Morden, 17 febbraio 1957) è una cantautrice e polistrumentista canadese.
È riconosciuta come un'icona della musica celtica, per avere eseguito brani tradizionali come, tra gli altri, Blacksmith e She Moved Through The Fair. Ha venduto nel corso della sua carriera più di 14 milioni di copie.

## Vita e carriera

### L'infanzia e gli esordi
Canadese, figlia di Jack e Irene McKennitt (un commerciante di bestiame e un'infermiera, di origini irlandesi e scozzesi), Loreena McKennitt mostra già da piccola talento per la musica e l'arte; in seguito studia canto (per 5 anni) e pianoforte (per 10 anni). Loreena canta presso la sua comunità locale ma organizza anche Festival e manifestazioni. Nel 1981 si trasferisce a Stratford, nell'Ontario, dove ancora oggi vive. Lasciati gli studi di veterinaria, lavora per lo Stratford Festival, come compositrice, cantante e scrive musiche per diversi film canadesi. Nel 1985 autoproduce il suo primo disco, Elemental, di immediato successo mondiale. Contemporaneamente fonda la sua etichetta discografica, la Quinlan Road, con la quale pubblica tutti i suoi lavori.

### Il successo
È solo l'inizio di un successo via via crescente che esplode soprattutto dopo l'album The Mask and Mirror del 1994. Man mano che vengono pubblicati gli album, aumentano anche i brani originali scritti dalla McKennitt all'interno di ogni disco. Inoltre, la matrice celtica dei primi album si espande sempre più verso un eclettismo musicale che abbraccia anche l'India e il Medio Oriente, così come la musica del medioevo e delle corti del Rinascimento italiane. I testi, scritti nel corso di numerosi viaggi attraverso l'Europa, l'Asia e il Nord Africa, sono sia canzoni popolari sia adattamenti di opere di poeti e scrittori come William Blake (già dal primo album) ma anche William Shakespeare, Alfred Tennyson, William Butler Yeats, Charles Dickens, San Giovanni della Croce. Il successo e la fama la portano a diventare nel 2004 Membro dell'Ordine del Canada (massima onorificenza civile canadese) e, nel dicembre 2006, Colonnello Onorario del 435º Squadrone delle Forze Aeree Canadesi.

### La perdita del fidanzato
Ha subito il 19 luglio 1998 la perdita dell'amato Ronald Rees, con il quale era in procinto di sposarsi, affogato in un incidente di canottaggio sul lago Huron assieme a suo fratello, Richard Rees, e un loro amico, Greg Cook. La tragica notizia la raggiunse mentre si trovava al lavoro su Live in Paris and Toronto e la tenne lontana dalla musica per quasi nove mesi. In memoria degli scomparsi, ha fondato il Cook-Rees Memorial Fund For Water Search And Safety per il quale ha deciso di devolvere il ricavato di Live in Paris and Toronto, registrato durante la tournée del 1998 di The Book of Secrets.

### Il ritorno sulla scena
Nel 1999 collabora all'album Tears of Stone dei The Chieftains con il brano Ye Rambling Boys of Pleasure.
Gli anni tra il 2000 e il 2005 sono anni di viaggio per Loreena, che approfondisce il suo orizzonte culturale verso le porte dell'Europa, il Medio Oriente e verso l'Asia. Da idee, spunti e sensazioni provate in questi luoghi nasce il successivo album: tra il 2005 e il 2006 la McKennitt è di nuovo ai Real World Studios di Peter Gabriel per il nuovo lavoro, An Ancient Muse, che esce il 20 novembre 2006. L'opera viene preceduta dai concerti tenuti all'Alhambra nel settembre precedente, durante i quali Loreena aveva eseguito in anteprima alcuni brani contenuti nel disco.

Nel 2007, dopo molti anni di assenza dal palco, torna in tournée, toccando molti paesi, tra cui l'Italia. Nell'estate 2008 prende il via la tournée europea composta da 28 date. Durante questa tournée in luglio ha ottenuto un grande successo di pubblico e una intensa partecipazione a Udine e a Brescia, le due uniche città toccate dal suo Tour in Italia.

### Niema Ash
Nell'estate del 2005 Niema Ash, dipendente della Quinlan Road, pubblica un libro dal titolo Travels with Loreena McKennitt - My Life as a Friend (Viaggi con Loreena McKennitt - la mia vita da amica) nel quale racconta dettagli della vita privata dell'artista. La McKennitt, ritenendo che la Ash non avesse il diritto di divulgare informazioni personali su di lei, si rivolge al tribunale inglese, che impone tagli a numerose parti del libro. Respinti nel 2007 tutti i ricorsi della Ash, il libro è stato ritirato dal commercio.

### A Midwinter Night's DreameThe Wind that Shakes the Barley(2008-2012)
Nella primavera 2008 Loreena McKennitt è tornata ai Real World Studios per registrare una versione ampliata di A Winter Garden. L'album, intitolato A Midwinter Night's Dream, è composto da 13 tracce (le 5 originarie più 8 nuove) ed è stato pubblicato il 17 ottobre 2008.

La McKennitt ha inoltre partecipato con il brano To the Fairies they Draw Near alla colonna sonora del film Disney Tinker Bell (in Italiano "Trilli") per il mercato DVD, uscito in USA il 28 ottobre e 12 novembre 2008 in Italia (tale brano non è però presente nell'ultimo album).

Il 7 dicembre 2008 l'artista ha partecipato alla 16ª edizione del Concerto di Natale, a Verona, trasmessa sugli schermi di Rai2 la sera della vigilia di Natale.

Tra giugno e luglio 2009 ha avuto luogo una nuova tournée: la parte europea ha avuto per protagonista il mar Mediterraneo con esibizioni in Grecia, Italia, Turchia, Cipro, Libano e Ungheria; la parte canadese, composta da 7 date, ha visto l'artista tornare a cantare a Stratford (città in cui risiede) dopo 14 anni.
Nell'ottobre dello stesso anno esce "A Mediterranean Odyssey" un doppio album "commemorativo". Il primo CD, intitolato "From Istanbul To Athens", contiene 10 brani registrati dal vivo durante il Mediterranean Tour di cui 5 brani non erano mai stati pubblicati dal vivo finora. Il secondo CD, intitolato "The Olive and the Cedar" include 11 brani registrati in studio tra il 1994 e il 2006 che hanno come tema l'area mediterranea.
Tra il novembre 2010 e il gennaio 2011 esce "The Wind That Shakes The Barley" il nono album in studio di Loreena McKennitt. Il disco rappresenta un ritorno alle origini, include 8 traditional di origine celtica più un brano inedito strumentale che l'artista compose agli inizi della sua carriera.
Nel marzo 2012 esce "Troubadours on the Rhine" un nuovo progetto live che include l'intera performance tenuta il 24 marzo 2011 negli studi tedeschi di Radio SWR1. L'album include 9 brani ed è stato registrato in occasione del tour promozionale per "The Wind that Shakes the Barley". In realtà si tratta di una registrazione "Unplugged" con tre musicisti sul palco: Loreena McKennitt (voce, arpa, piano), Brian Hughes (chitarra e synth) e Caroline Lavelle (violoncello).
Dal 17 marzo 2012 al 24 aprile 2012, Loreena McKennitt è stata protagonista di nuova tournée, Celtic Footprints Tour, che l'ha vista presente in Svizzera, Germania, Polonia, Ungheria, Inghilterra, Francia, Belgio, Paesi Bassi, Austria, Italia e Spagna.
Nell'estate 2012, dopo 2 concerti tenuti a giugno in Canada a Stratford e un concerto al Luminato Festival di Toronto, partì "A Midsummer Night's Tour" una nuova tournée europea che vide l'artista "on the road" dal 14 al 29 luglio 2012. Il tour si compose di 12 date e approdò in Svizzera, Germania, Francia, Belgio, Inghilterra.
L'album live Troubadours on the Rhine (pubblicato nel 2012) è stato nominato nella categoria New Age nella 55ª edizione dei Grammy Awards.
Il 30 novembre 2012 McKennitt ha supportato la fondazione Golden Hat di Kate Winslet insieme a Tim Janis, Sarah McLachlan, Andrea Corr, Hayley Westenra, the Sleepy Man Banjo Boys, Dawn Kenney, Jana Mashonee e Amy Petty cantando al concerto "The American Christmas Carol" alla Carnegie Hall .

### Lost Souls(2018-presente)
Il decimo album registrato in studio di McKennitt,  Lost Souls, è stato rilasciato l'11 maggio 2018 , seguito dal tour promozionale internazionale partito a settembre 2018 che ha toccato Canada, Brasile, Argentina, Regno Unito, Paesi Bassi, Svizzera, Germania, Spagna, Grecia, Italia  (Firenze, Milano, Udine, Macerata, Ostia, Molfetta) e Turchia e che si è concluso a novembre 2019 con il tour autunnale in Canada.

Ha avuto un piccolo ruolo nel film canadese del 2018 Road to the Lemon Grove a cui ha partecipato anche Rossella Brescia, dando la voce al personaggio di Dio. 

Il 1 novembre 2019 è stato rilasciato l'album live "Live at the Royal Albert Hall", registrato il 13 marzo precedente alla sala per concerti Royal Albert Hall di Londra. 

Il 16 ottobre 2019 ha partecipato alla tappa di Kitchener, Canada, dell'"Irish Goodbye Tour" dei The Chieftains, con cui aveva collaborato nel 1999.  

Dopo un anno di stop a causa della pandemia da Covid-19, ha partecipato all'annuale concerto "Cookies and Carols" del Falstaff Family Center di Stratford, pubblicato sul suo canale YouTube il 22 dicembre 2020.  

Ad agosto 2021, per commemorare il trentesimo anniversario del suo quarto album, "The Visit", del 1991,  esce la "The Visit Definitive Edition" , per promuovere la quale inizia un tour canadese di 10 date, il "The Visit Revisited tour" a settembre 2022.  

Il 25 marzo 2022 partecipa ad un concerto per raccogliere fondi per la Croce Rossa canadese a favore della popolazione ucraina , che ha raccolto 72.000 dollari.  

Il 19 giugno 2022 è stata inserita nella Forest City London Music Awards Hall of Fame di London, Canada.  

## Discografia

### Album in studio
- 1985 - Elemental
- 1987 - To Drive the Cold Winter Away
- 1989 - Parallel Dreams
- 1991 - The Visit
- 1994 - The Mask and Mirror
- 1997 - The Book of Secrets
- 2006 - An Ancient Muse
- 2008 - A Midwinter Night's Dream
- 2010 - The Wind That Shakes the Barley
- 2018 - Lost Souls

### Live
- 1995 - Live in San Francisco at the Palace of Fine Arts
- 1999 - Live in Paris and Toronto
- 2007 - Nights from the Alhambra
- 2009 - A Mediterranean Odyssey
- 2012 - Troubadours on the Rhine - a trio performance
- 2019 -  Live at the Royal Albert Hall
- 2022 - Under a Winter's Moon
- 2024 - The Road Back Home
- 2024 - The Mask and Mirror Live

### Raccolte
- 2009 - A Mummers' Dance Through Ireland..
- 2014 - The Journey So Far

### EP
- 1995 - A Winter Garden - Five Songs for the Season

### Video
- 1994 - The Bonny Swans
- 1997 - The Mummers' Dance
- 2007 - Loreena McKennitt: Nights from the Alhambra

### Singoli
- 1991 - All Souls Night
- 1994 - The Bonny Swans
- 1997 - The Mummers' Dance
- 1998 - Marco Polo
- 2006 - Caravanserai